# Пратт, Ричард
Ричард Пратт (Рышард Пржечицки; 12 марта 1934 — 28 апреля 2009) — австралийский предприниматель и общественный деятель.
Рышард Пржечицки родился 12 марта 1934 года, в Польше в еврейской семье. С 1938 года его семья жила в Австралии. Играл в местном футбольном клубе, основатель компании Visy Industries. В 2009 году его состояние оценивалось в 1,5 миллиарда австралийских долларов. Среди его проектов — учреждение газеты «The Jerusalem Report» и издание газеты «The Australian Jewish News». Основал Фонд Пратта, поддерживавший различные благотворительные проекты в Израиле; в частности, с 2002 года проводится ежегодное вручение премии Пратта в области экологической журналистики.
Умер 28 апреля 2009 года.

## Награды
- Орден Австралии:
  - офицер (10 июня 1985 года) — «за заслуги перед вторичной промышленностью, искусствами и спортом»[2];
  - компаньон (8 июня 1998 года) — «за заслуги перед обществом и бизнесом посредством расширения возможностей для трудоустройства, развития культурной жизни и благотворительности в областях медицинских исследований, образования, спорта и искусств»[3].
    - Лишён всех наград 22 февраля 2008 года в связи с собственным отказом от них[4][5].
- Почётная медаль острова Эллис (США, 2005 год)[6].